# Emperador Xian de Han
El Emperador Xian de Han (chino tradicional: 漢獻帝; simplificado: 汉献帝; pinyin: Hàn Xiàn dì; Luoyang, 2 de abril de 181-Henan, 21 de abril de 234), nacido como Liu Xie, fue el último emperador de la Dinastía Han de China. Ascendió al trono imperial tras la deposición de su hermano Liu Bian por el general Dong Zhuo, quien estableció un gobierno títere bajo la figura de Xian. Durante su reinado, China fue devastada por una serie de guerras civiles entre los diferentes gobernadores regionales. En el 220, el general Cao Pi forzó la abdicación de Xian a su favor, terminando con la Dinastía Han y dando inicio al Periodo de los Tres Reinos.

## Historia

### Nacimiento
Liu Xie nació en 181 del Emperador Ling y la bella Consorte Wang que, según las crónicas, temerosa de la Emperatriz He, esposa principal de Liu Xie, tomó pociones abortivas durante el embarazo, pero no surtieron efecto. Así, poco después de dar a luz, la emperatriz He celosa, le envenenó la comida. El emperador se enfureció al saberlo y quiso destituirla, pero los eunucos suplicaron a favor de la emperatriz. Fue el hijo favorito de su padre, quien le dio el nombre de Xie (谐, "armonía", que también puede ser traducido como "similar a mí") y el huérfano fue criado personalmente por la madre del emperador, la emperatriz viuda Dong.

### Instauración en el trono
El Emperador Ling falleció inesperadamente el 13 de mayo del 189 como producto de una enfermedad. Liu Bian, el hermano mayor de Liu Xie, fue nombrado como nuevo emperador dos días después. El niño no tenía la edad suficiente para gobernar, por lo que la regencia fue administrada por su madrastra, que asumió el título de Emperatriz viuda. La emperatriz He compartió el gobierno con su medio hermano He Jin, quien desaprobaba el poder que los eunucos habían estado acumulando a través de los años. El general Ho Chin intentó deponerle con ayuda de los eunucos, pero la conspiración fue descubierta y fue ejecutado por traición el 27 de mayo.
He Jin, ahora el noble más poderoso de la Corte Imperial, se alió con el señor de la guerra Yuan Shao para erradicar la influencia eunuca en la corte y así restaurar la antigua meritocracia del Imperio. La emperatriz se opuso a su hermano, quien en respuesta organizó un ejército para forzarla a ceder a sus demandas. El general Dong Zhuo, que controlaba las fronteras del norte, fue llamado para ayudar en la campaña. Dong Zhuo aprovechó la situación y, el 25 de septiembre, terminaría haciéndose con el control del gobierno central.
Los eunucos descubrieron los planes de He Jin y le asesinaron en el Palacio Imperial el 22 de septiembre, pero estos fueron masacrados después por las fuerzas imperiales. Los eunucos restantes tomaron a Liu Xie y Liu Bian como rehenes y huyeron de la ciudad, pero fueron pronto interceptados por las fuerzas de Dong Zhuo. El general interrogó a Bian sobre lo ocurrido, pero este estaba demasiado asustado para dar una respuesta clara. La actitud temerosa e incompetente del emperador motivó a Dong Zhuo a hacerle abdicar a favor de Liu Xie. El 28 de septiembre, Liu Xie, de 9 años de edad, asumió el trono imperial y recibió el nombre póstumo de Xian. La emperatriz fue puesta en arresto domiciliario y falleció dos días después por envenenamiento. Liu Bian fue perdonado y recibió el título de "Rey de Hongnong". Sin embargo, Dong Zhuo cambió de parecer tres meses después y le mandó asesinar.

### Emperador títere

#### BajoDong Zhuo
El inicio del gobierno de Dong Zhuo estuvo lleno de complicaciones. No pudo ganarse el apoyo de los señores de la guerra más poderosos, como era el caso de Yuan Shao, que escapó tras enterarse de su toma de poder. Intentó estabilizar al Estado acudiendo a diferentes eruditos del Imperio, tales como Cai Yong, que fue obligado a unirse a la fuerza al nuevo gobierno. Dong reubicó al emperador a la ciudad de Chang'an; la antigua capital de Luoyang fue saqueada y posteriormente abandonada. Este "desplazamiento hacia el oeste" dio como resultado una fuerte ola de migración, pues, de buena o mala manera, miles de personas siguieron al emperador. La población llegó a la ciudad en condiciones deplorables. Sin embargo, todas estas maniobras no fueron suficientes para protegerle de sus enemigos, quienes, liderados por los generales Lü Bu (su hijo adoptivo) y Wang Yun, le asesinaron en mayo del 192. Xian entonces pasó a manos los guerreros Li Jue y Guo Si, quienes tomaron Chang'an ese mismo año. La guerra civil en el Imperio se agravó, y pronto toda China se vio sumida en el caos. En septiembre de 195 se logró acordar una paz entre los señores de la guerra, quienes permitieron que Xian regresara a su hogar en Luoyang. Al año siguiente, sin embargo, volvió a ser capturado por otro señor de la guerra, Cao Cao.

#### BajoCao Cao

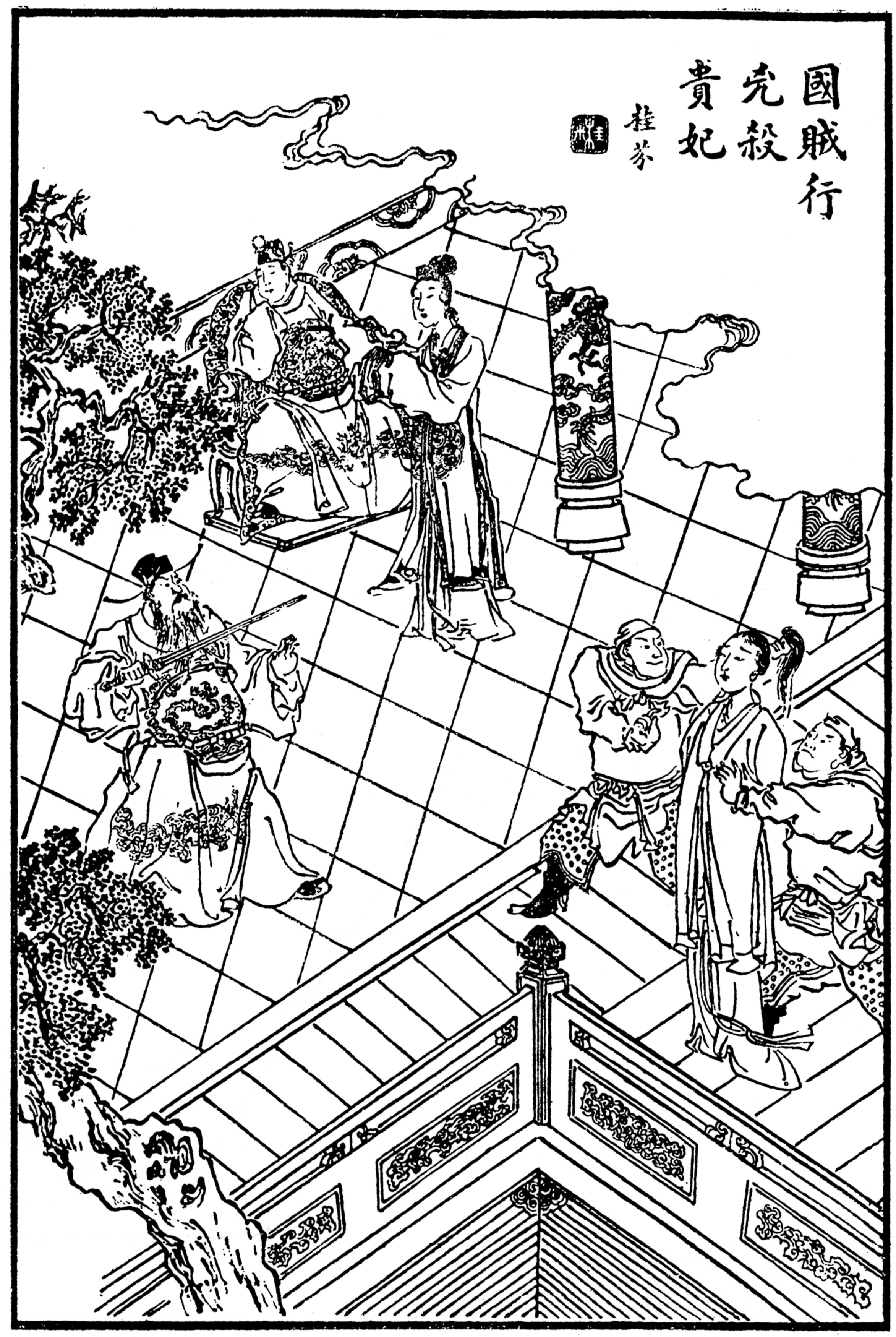
Cao Cao (izquierda) ordenando la ejecución de la hija de Dong Chen frente al impotente Xian. Ilustración Qing de una adaptación visual del Romance de los Tres Reinos.

Cao Cao, convertido en el líder de facto del Imperio, reubicó la Corte Imperial a la ciudad de Xu (actual Xuchang), donde empezó a publicar edictos en nombre del emperador. La era de sus 25 años de gobierno recibió el nombre de Jian'an (建安, "Paz Establecida"). Tuvo una mejor relación con el emperador Xian, aunque este continuaba estando cautivo. Su principal objetivo fue el de reunificar China y acabar con los numerosos señores de la guerra que devastaban el Imperio desde hacía ya varios años. Logró derrotar a Yuan Shu y a los señores occidentales Lü Bu y Liu Bei entre el 197 y 199, tras lo cual desvió su atención hacia el norte, controlado por Yuan Shao. Le derrotó en la Batalla de Guangdu (cerca al Río Amarillo), consolidando su poder sobre el resto de líderes. Sin embargo, su hegemonía desapareció tras la decisiva Batalla de los Acantilados Rojos, donde fue derrotado por Sun Quan y Liu Bei, futuros fundadores de los reinos de Wu y Shu-Han respectivamente.
Al cumplir 18 años, Xian conspiró con su primo Dong Chen para derrocar a Cao Cao. Sin embargo, la conspiración fue descubierta a inicios del año 200 y tanto Chen como sus familiares fueron ejecutados. Incluso a pesar de este incidente, Cao Cao siguió tratando al emperador con relativo respeto. El emperador había mantenido una burocracia nominal en todas las circunstancias, cuyos altos cargos consistían en tres excelencias y nueve ministros. Sin embargo, esta situación cambió por completo en el 208; Cao Cao depuso a las excelencias y se proclamó a sí mismo Canciller, momento en el que abandonó toda sutileza. En el 214 depuso y asesinó a la esposa de Xian (supuestamente por conspiración) a favor de una de sus hijas y mató a los dos príncipes imperiales que habían nacido mientras tanto. Dos años después asumió el título de "Rey de Wei", haciendo evidente su deseo de iniciar su propia dinastía. Solo su muerte en el 220 impidió que fuera coronado Emperador de China.

### Abdicación y muerte
El 15 de marzo de 220, Cao Pi sucedió a su padre como Rey de Wei, Canciller y Comisionado General del Imperio. La Corte Imperial entró en un serio debate sobre el futuro de la dinastía, pero al final se llegó a un acuerdo entre estos y Cao Pi. La abdicación del emperador Xian ocurrió el 11 de diciembre, dando fin a la gran Dinastía Han.
Cuando la noticia llegó al sur de China, se empezó a esparcir el rumor de que Xian había sido asesinado, pero esto era falso. Todo lo contrario, Cao Pi le otorgó una serie de privilegios y títulos honoríficos al ex-emperador, que fue desde entonces conocido como "Duque de Shangyan" (山陽公). Vivió sus últimos días de forma apacible en Henan, donde falleció a la edad de 53 años. A su tumba se le dio el título de "Montículo de contemplación".